# Neomillspaughia
Neomillspaughia, biljni rod iz porodice dvornikovki (Polygonaceae) čije se neveliko područje rasprostranjenja nalazi između Nikaragve, Gvatemale i Belizea. Izvorno su rodu poripadale dvije vrste drveta, da bi 2013. bila opisana i ilustrirana treća vrsta, Neomillspaughia hondurensis, iz Hondurasa.

## Vrste
1. Neomillspaughia emarginata (H.Gross) S.F.Blake
2. Neomillspaughia hondurensis J.J.Ortíz & Arnelas
3. Neomillspaughia paniculata (Donn.Sm.) S.F.Blake; tip